# Цървеният кон
„Цървеният кон“ (на македонска литературна норма: „Црвениот коњ“) е исторически филм от Република Македония от 1981 година, на режисьора Столе Попов по сценарий на Ташко Георгиевски.
Главните роли се изпълняват от Ацо Йовановски, Велимир Живоинович - Бата, Данчо Чевревски, Душан Яникиевич, Илия Милчин, Илия Джувалековски, Коле Ангеловски, Лиле Георгиева, Мето Йовановски, Радмила Живкович, Ристо Шишков, Столе Арангелович, Владимир Светиев, а второстепенните от Ацо Дуковски, Ацо Стефановски, Александър Шехтански, Борис Чоревски, Димитър Гешовски, Амфи Крстевски, Екрем Ахмети, Феми Груби, Гоце Тодоровски, Йон Исая, Кирил Ристоски, Киро Попов, Мара Исая, Марин Бабич, Мирче Доневски, Младен Крстевски, Мустафа Яшар, Сабина Айрула, Самоил Дуковски, Силвия Йовановска, Шишман Ангеловски, Томе Моловски, Джемаил Максут.

## Сюжет
Сюжетът на филма се развива в 1949 година в Егейска Македония. Главният герой Борис Тушев се завръща след Гражданската война в Гърция в 1949 година в дома си и язди червен кон. Обвинен е, че е комунист и според съселяните му цветът на коня го доказва.

## Награди
- 1981 ФЮИФ, Пула
- Златна арена за сценография на Властимир Гаврик 1982 ФЕСТ, Белград
- Награда за режисура на Столе Попов 1982 Международен филомв фестивал, Лос Анджелис
- Награда ФИЛМЕКС за Столе Попов 1982 Международен филомв фестивал, Сан Франциско
- Награда за Столе Попов 1982 Филмов фестивал, Ниш
- Голяма награда за мъжка епизодична роля за Мето Йовановски, 1982
- 11-октомврийска награда за Столе Попов 1982[1]